# Horatio C. Burchard
Horatio Chapin Burchard, född 22 september 1825 i Marshall, New York, död 14 maj 1908 i Freeport, Illinois, var en amerikansk politiker (republikan). Han var ledamot av USA:s representanthus 1869–1879 och direktör för United States Mint 1879–1885.
Burchard är begravd på Oakland Cemetery i Freeport i Illinois.